# IC 4100
IC 4100 је спирална галаксија у сазвјежђу Ловачки пси која се налази на листи објеката дубоког неба у Индекс каталогу.
Деклинација објекта је + 40° 24' 31" а ректасцензија 13h 2m 4,8s. Привидна величина (магнитуда) објекта IC 4100 износи 14,1 а фотографска магнитуда 14,8. IC 4100 је још познат и под ознакама UGC 8144, MCG 7-27-19, CGCG 217-7, PGC 44963.